# Jerry Moss
Jerome Moss, noto come Jerry Moss (New York, 8 maggio 1935 – Bel Air, 16 agosto 2023), è stato un imprenditore statunitense.

## Biografia
Insieme al trombettista e cantante Herb Alpert, nel 1962 fondò la A&M Records (dove A&M sta appunto per Alpert & Moss), denominata inizialmente Carnival Records.
Moss fu inserito nella Hollywood Walk of Fame nel 1999 e nella Rock and Roll Hall of Fame nel 2006: in precedenza aveva ricevuto un Grammy Trustees Award nel 1997. Fu attivo anche come allevatore di cavalli, assieme alla moglie: il suo cavallo Giacomo vinse il Kentucky Derby nel 2005.